# Neeressa whiteheadi
Neeressa whiteheadi är en fjärilsart som beskrevs av Rothschild 1910. Neeressa whiteheadi ingår i släktet Neeressa och familjen björnspinnare. Inga underarter finns listade i Catalogue of Life.